# Криворізька волость (Бахмутський повіт)
Криворізька волость — історична адміністративно-територіальна одиниця Бахмутського повіту Катеринославської губернії із центром у селі Криворіжжя.
Станом на 1886 рік складалася з 20 поселень, 20 сільських громад. Населення — 4667 осіб (2445 чоловічої статі та 2222 — жіночої), 711 дворових господарств.
|                     | Площа, десятин | У тому числі орної, дес. |
| ------------------- | -------------- | ------------------------ |
| Сільських громад    | 3214           | 2746                     |
| Приватної власності | 44885          | 33391                    |
| Казенної власності  | 532            | 193                      |
| Іншої власності     | 193            | 58                       |
| Загалом             | 48824          | 36388                    |

Поселення волості:
- Криворіжжя (Андріївка, Щоглова) — колишнє власницьке село при річках Бик і Водяна за 80 верст від повітового міста, 398 осіб, 80 дворових господарств, православна церква, арештантський будинок, лавка, щорічний ярмарок, постоялий двір. За 5 верст — цегельний завод.
- Добропілля — колишнє власницьке село при річці Водяна, 299 осіб, 46 дворових господарств, православна церква.
- Святогорівка — колишнє власницьке село при річці Бик, 167 осіб, 27 дворових господарств, православна церква, лавка.

За даними на 1908 рік у волості налічувалось 18 поселень, загальне населення волості зросло до 10 195 осіб (5104 чоловічої статі та 5091 — жіночої), 838 дворових господарств.
- Криворіжжі
- Іванівка
- Юр'ївка
- Завидово-Кудашівка
- Завидово-Борасенково
- Миколаївка
- Святогорівка (Святодуховка)
- Мар'ївка
- Добропілля
- Вікторівка
- Водяна
- Веровка
- Олександрівка
- Анненська
- Ганнівка
- Катеринівка
- Прасковеевка
- Краснопілля